# Blijven rijden
Blijven rijden is een lied van de Nederlandse zangeres MEAU. Het werd in 2022 als single uitgebracht en stond in 2023 als achtste track op het album 22.

## Achtergrond
Blijven rijden is geschreven door Meau Hewitt, Vincent van den Ende en Julian Vahle en geproduceerd door MEAU en Avedon.
Het lied gaat over persoonlijke vrijheid, waarvoor zelf rijden in een auto als metafoor wordt gebruikt. Meau vertelde dat het zij het lied schreef in een periode dat zij zich erg goed en vrij voelde en dat de betekenis van het lied precies is hoe zij zich op dat moment voelde. Met het lied verlegde de zangeres haar blik op de toekomst, waar ze eerder in haar grote hit Dat heb jij gedaan terugblikte op het verleden. Ten opzicht van eerder nummers van de zangers is het een meer up-tempo nummer.
De zangeres bracht het nummer al meerdere keren ten gehore op festivals voordat ze het uitbracht. Ze vroeg na het festivalseizoen aan haar fans op Instagram welk lied ze moest uitbrengen als single, waarna de meeste stemmen op Blijven rijden werden uitgebracht. Het lied werd bij NPO Radio 2 uitgeroepen tot NPO Radio 2 TopSong. De single heeft in Nederland de gouden status.

## Hitnoteringen
De zangeres had succes met het lied in de Nederlandse hitlijsten. In de Top 40 piekte het op de 37e plaats en stond het drie weken in de lijst. Het kwam tot de 53e plek van de Single Top 100 en was elf weken in deze hitlijst te vinden.
Tijdens Beste Zangers seizoen 2023 zong Douwe Bob een Engelse vertaling van MEAU haar nummer Blijven Rijden onder de naam: “Keep Driving”, welke gelijk na de aflevering op Spotify verscheen en goed werd ontvangen.